# Frans Eemil Sillanpää
Frans Eemil Sillanpää (; n. 16 septembrie 1888, Hämeenkyrö, Marele Principat al Finlandei, Imperiul Rus – d. 3 iunie 1964, Helsingfors, Finlanda) a fost cel mai mare scriitor finlandez din secolul XX.
A fost distins cu Premiul Nobel pentru Literatură în 1939 "pentru înțelegerea profundă a țărănimii din patria sa și pentru arta desăvârșită cu care i-a descris modul de viață și relația cu Natura."
Frans Eemil Sillanpää s-a născut într-o familie de țărani din Hämeenkyrö. Deși părinții săi erau săraci, au reușit să-l trimită la o școală din Tampere. În 1908 s-a mutat în Helsinki pentru a studia medicina. Acolo i-a cunoscut pe  pictorii Eero Järnefelt și Pekka Halonen, pe compozitorul Jean Sibelius și pe autorul Juhani Aho.
În 1913 Sillanpää s-a întors din Helsinki în vechiul său sat natal, unde s-a dedicat pe de-a întregul literaturii.
A obținut recunoașterea internațională pentru romanul Nuorena nukkunut (Silja sau O soartă zbuciumată/Ca stinsă din viață de tânără) în 1931.
Asteroidul 1446 Sillanpää, descoperit de faimosul astronom și fizician Yrjö Väisälä, îi poartă numele.

## Date biografice

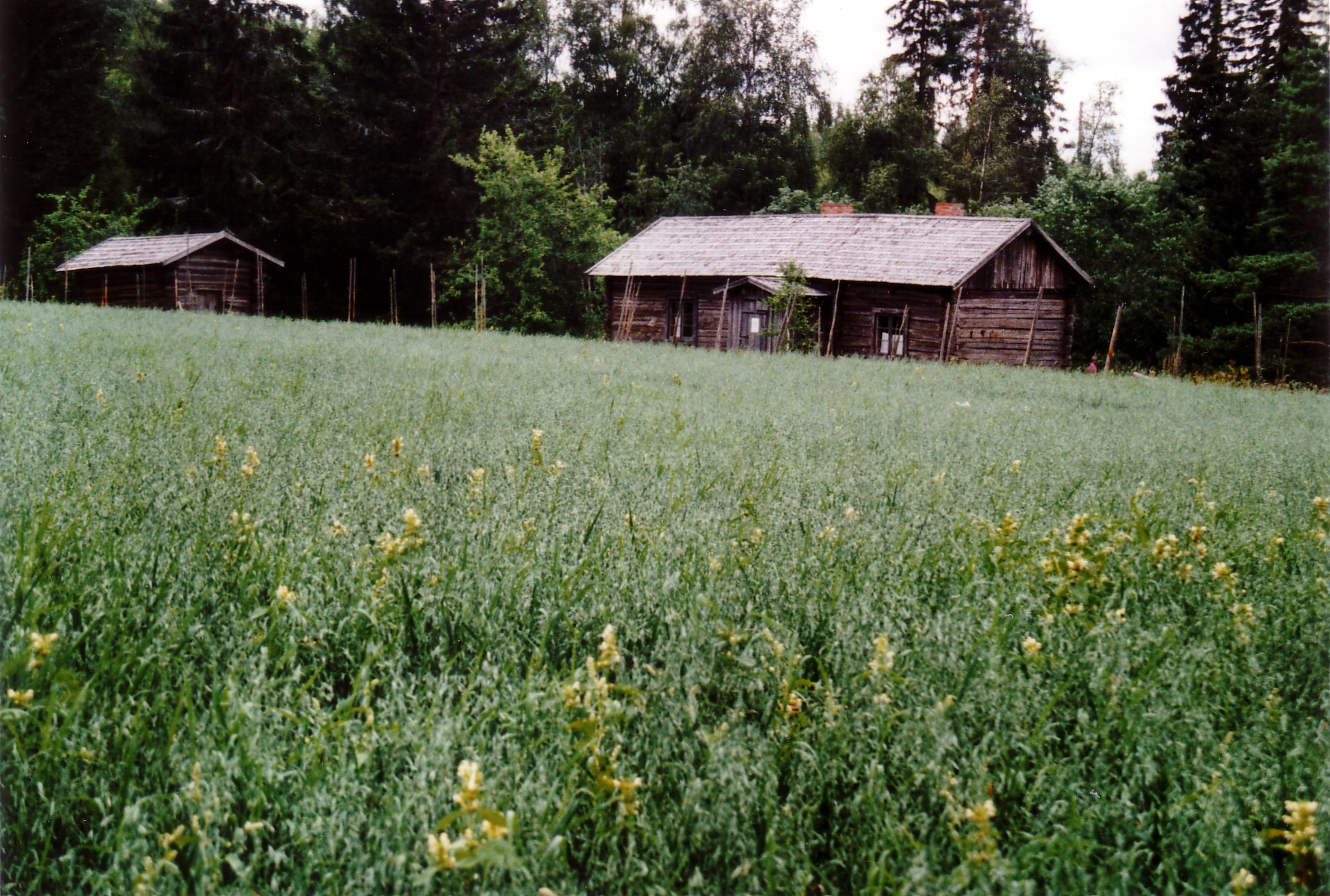
Myllykolu, Hämeenkyrö

Frans Eemil Sillanpää s-a născut în Hämeenkyrö (la vest de Tampere). Ca și alt scriitor finlandez Joel Lehtonen (1881 - 1934), micul  Frans Eemil a fost ajutat de către concetățenii săi să-și termine studiile secundare.
În anul 1908 își ia bacalaureatul și se înscrie la Facultatea de Științe Naturale din Helsinki. În perioada studiilor universitare are prilejul să cunoască și să frecventeze casa familiei Järnefelt, un adevărat focar de cultură și de patriotism. Generalul țarist de origine finlandeză Järnefelt, ca prefect al departamentului Kuopio, impune finlandeza ca limbă a documentelor oficiale. Ulterior, ca membru al  Senatului finlandez, împreună cu soția sa și fiului  său, scriitorul Arvid Järnefelt (1861 - 1893, contribuie din plin la culturalizarea și emanciparea societății din Helsinki în a doua jumătate a secolului al XIX-lea.
În 1936 Frans Eemil Sillanpää devine Doctor Honoris Causa al Universității din Helsinki, iar în 1939 primește Premiul Nobel pentru literatură. Opera sa literară, care se desfășoară de-a lungul a patruzeci de ani, se dezvoltă sub semnul a trei imbolduri; în primul rând, un anumit misticism biologic potrivit căruia omul este stăpânit de către forțele vieții și ale naturii. Ca să trăiești fericit, trebuie să te încredințezi și să te supui acestor forțe.În al doilea rând, caracteristic pentru Sillanpää este sentimentul de milă profundă pentru săraci și năpăstuiți; aceasta nu-l împiedică, însă, nici să-i judece critic pe protejații săi. A treia caracteristică a vieții și operei lui Sillanpää este o căutare dureroasă a propriei sale identități, simțindu-se rupt de mediul său social de origine și neputând să se simtă perfect integrat nici în mediul său social de origine și neputând să se simtă perfect integrat nici în mediul social pe care îl frecventează. Din aceste zbuciumări și preocupări au luat naștere niște cărți în care viața omului simplu se împletește cu mediul său de viață, în general viața la țară, cărți cu un adânc conținut moral, reconfortant pentru mulți oameni necăjiți. 
Primul său roman , Elämä ja aurinko (Viața și soarele), (1916), insistă, într-un lirism cam stufos, asupra comuniunii dintre om și natură. Al doilea roman, Hurskas kurjuus (Sfânta mizerie), (1919), tratează despre viața mizeră a unui țăran fără pământ care moare împușcat în timpul războiului civil. Între 1917 - 1930 publică mai multe culegeri de nuvele.
Romanul Nuorena nukkunut (Ca stinsă din viață de tânără)(1931) descrie viața scurtă a unei fete de la țară, Silja, care se păstrează curată într-un mediu brutal și murdar. Romanul se bucură imediat de un mare succes și se traduce în scurt timp în principalele limbi europene, precum și în ivrit, japoneză și orya (India).
După câteva dintre romanele sale se fac și filme (Miehen tie (Calea omului), scenariu de Nyrki Tapiovaara (1940), Elokuu (August), scenariu de Matti Kassila, (1956), Ihmiselon ihanuus ja kurjuus (Viața de măreție și mizerie a oamenilor), (1945). Chiar dacă aceste filme nu au ajuns la valoarea romanelor  Hurskas kurujuus și Nuorena nukkunut, amintite mai sus sunt totuși relevante pentru caracterul lor de confesiune și de autobiografie, ușor detectabil, chiar dacă nu este explicit.

## Opera

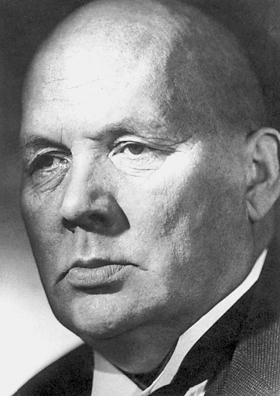
Frans Eemil Sillanpaa în 1939, anul decernării premiului Nobel pentru literatură

- Elämä ja aurinko (Viață și soare) (1916)
- Ihmislapsia elämän saatossa (Oameni în vâltoarea vieții) (1917)
- Hurskas kurjuus (Sfânta mizerie) (1919)
- Rakas isänmaani (Patria mea dragă) (1919)
- Hiltu ja Ragnar (Hiltu și Ragnar) (1923)
- Enkelten suojatit (Cei apărați de îngeri) (1923)
- Omistani ja omilleni (Despre mine și pentru mine) (1924)
- Maan tasalta (De pe fața pământului) (1924)
- Töllinmäki (1925)
- Rippi (Confesiune) (1928)
- Kiitos hetkistä, Herra... (Îți mulțumesc pentru clipa asta, Doamne...) (1930)
- Nuorena nukkunut (Silja sau O soartă zbuciumată) (1931)
- Miehen tie (Drumul omului) (1932)
- Virranpohjalta (Din adâncuri) (1933)
- Ihmiset suviyössä (Oameni într-o noapte de vară) (1934)
- Viidestoista (Al cincisprezecilea) (1936)
- Elokuu (August) (1941)
- Ihmiselon ihanuus ja kurjuus (Splendoarea și mizeria vieții omenești) (1945)
- Poika eli Elämäänsä (Băiatul care și-a trăit viața) (1953, memorii)
- Päivä Korkeimmillaan (Soarele la zenit) (1956, memorii)

## Filme realizate după operele lui Sillanpää
- Nuorena nukkunut (Silja sau O soartă zbuciumată), regizat de Teuvo Tulio, 1937
- Miehen tie (Drumul omului), regizat de Nyrki Tapiovaara și Hugo Hytönen, 1940
- Ihmiset suviyössä (Oameni într-o noapte de vară), regizat de Valentin Vaala, 1948
- Poika eli kesäänsä (Băiatul care și-a trăit viața), regizat de Roland af Hällström, 1955
- Elokuu (August), regizat de Matti Kassila, 1956
- Silja – nuorena nukkunut (Silja sau O soartă zbuciumată), regizat de Jack Witikka, 1956
- Ihmiselon ihanuus ja kurjuus (Splendoarea și mizeria vieții omenești), regizat de  Matti Kassila, 1988

## Traduceri
- Sfânta mizerie, traducere de Raul Joil, București, Editura de Stat pentru Literatură și Artă, 1957;
- Silja sau O soartă zbuciumată, traducere de Constantin Țoiu, București, Editura pentru Literatură Universală, 1967;
- Kiltu și Ragnar, copii oamenilor, traducere de Gavril Sedran, București, Albatros, 1982.